# 홍릉 (정성왕후)
홍릉(弘陵)은 조선 제21대 왕 영조의 원비 정성왕후 서씨의 능이다. 대한민국 경기도 고양시 용두동 산30-1에 위치하며, 서오릉 중의 하나로 1970년 5월 26일 사적 제198호에 지정되었다.

## 개요
정비인 정성왕후는 1704년 연잉군(후의 영조)과 혼인하여 달성군부인이 되었으며, 1721년 연잉군이 왕세자가 되자, 세자빈이 되었다. 1757년 66세의 나이로 승하하여 경기도 고양시 서오릉 내의 홍릉(弘陵)에 묻혔다. 영조는 훗날 정성왕후의 옆에 묻히기 위해 우측 옆을 비워놓았으나, 1776년 영조가 승하한 후 손자인 정조는 영조의 뜻과는 다르게 서오릉의 정 반대에 위치한 동오릉(오늘날의 동구릉)에 정하였다. 결국 정성왕후 옆의 빈 자리는 아직도 빈 상태로 전해져 온다.